# Pista del Roc de Torrent Pregon
La Pista del Roc de Torrent Pregon és una pista rural del poble d'Hortoneda, a l'antic terme d'Hortoneda de la Conca, actualment pertanyent a Conca de Dalt, al Pallars Jussà.
Arrenca de la Carretera d'Hortoneda a l'Abeurada, a l'extrem sud-est de la Costa d'Escoll-de-veu, al sud-oest del Roc de Torrent Pregon. Des d'aquest lloc surt cap al sud-oest per girar aviat cap a llevant i més tard cap al sud-est per tal de pujar a la carena de la Serra de Pessonada, que va resseguint pel capdamunt en direcció a llevant. Després de més de 10 quilòmetres de recorregut, arriba a lo Grau, on enllaça amb la Pista del Grau.